# Sternotomis caillaudi
Sternotomis caillaudi là một loài bọ cánh cứng trong họ Cerambycidae.